# Chelidonisis capensis
Chelidonisis capensis är en korallart som först beskrevs av Studer 1878.  Chelidonisis capensis ingår i släktet Chelidonisis och familjen Isididae. Inga underarter finns listade i Catalogue of Life.